# Vitamina B₆

Pyridoxal-phosphate

La vitamina B₆ és una vitamina que forma part del complex de les vitamines B i, per tant, és un nutrient essencial. Es coneixen diverses formes d'aquesta vitamina soluble, però el piridoxal fosfat (PLP) és la forma activa, a més de funcionar com a cofactor de moltes reaccions del metabolisme d'aminoàcids, com ara la transaminació, la desaminació i la descarboxilació. El PLP és també necessari per a la reacció enzimàtica que regula l'alliberament de glucosa a partir de glicogen.

## Història
La vitamina B₆ és un compost soluble en aigua que va ser descobert el 1930 mentre es duia a terme un estudi sobre nutrició en rates. El 1934 Paul György, un metge hongarès, va descobrir una substància capaç de curar una malaltia de la pell (dermatitis acrodínia) que patien les rates. Va anomenar aquesta substància vitamina B₆.
El 1938 Samuel Lepkovsky va aïllar la vitamina B₆ a partir de segó d'arròs. Un any més tard, Harris Folkers va determinar l'estructura de la piridoxina, i el 1945 Snell va poder demostrar l'existència de dues formes diferents de vitamina B₆: la piridoxal i la piridoxamina.
La vitamina B₆ va ser anomenada piridoxina per tal d'il·lustrar la seva estructura homòloga a la piridina. Les tres formes de vitamina B₆ són precursores del compost activat piridoxal 5'-fosfat (PLP). Aquest compost té un paper fonamental com a cofactor d'un ampli ventall de reaccions enzimàtiques que tenen lloc en el cos humà.
Els enzims dependents del PLP estan implicats en moltes reaccions químiques, especialment en aquelles en què intervenen aminoàcids. Alguns exemples d'aquest tipus de reaccions són la descarboxilació, la racemització i la beta o gamma eliminació o substitució. La varietat de reaccions ve donada pel fet que el PLP té la capacitat d'unir-se al substrat mitjançant un enllaç covalent, i actuar com a catalitzador electrofílic. Aquesta propietat fa que pugui estabilitzar diferents tipus d'intermediaris de reaccions carbòniques.
La Comissió d'Enzims (Enzyme Commission) ha catalogat que, en total, el PLP és necessari per més de 140 activitats enzimàtiques. Aquesta quantitat correspon aproximadament el 4% de totes les activitats classificades.

## Formes

Pyridoxine structure ver2

Es coneixen set formes diferents d'aquesta vitamina:
- Piridoxina (PN): Aquesta forma és la que es dona habitualment com a suplement de vitamina B₆.
- Piridoxina 5'-fosfat (PNP).
- Piridoxal (PL).
- Piridoxal 5'-fosfat (PLP): És la forma metabòlica activa. (es ven com a vitamina suplement ‘P-5-P').
- Piridoxamina (PM)
- Piridoxamina 5'- fosfat (PMP)
- Àcid 4- piridòxic (PA): És el residu catabòlic excretat per l'orina.

Amb l'excepció de la PA, totes les formes poden convertir-se en d'altres.

## Funcions
La forma activa de la vitamina B₆, el piridoxal fosfat, està involucrada en el metabolisme de macronutrients, la síntesi de neurotransmissors, la síntesi d'histamina i hemoglobina, i la funció i expressió de gens. El piridoxal fosfat generalment actua com a coenzim de diverses reaccions i ajuda a facilitar les reaccions de descarboxilació, transaminació, racemització, eliminació, reemplaçament i conversió de grups beta. El metabolisme de la vitamina B₆ té lloc al fetge.

### Metabolisme d'aminoàcids
El piridoxal fosfat (PLP) és un cofactor de les transaminases que metabolitzen aminoàcids, com és també un cofactor dels enzims relacionats amb el metabolisme que converteix la selenometionina en selenohomocisteïna; i la selenohomocisteïna a selenur d'hidrogen. A més a més, és un element essencial de dos enzims que converteixen la metionina en cisteïna a través de dues reaccions; i per tant, un dèficit de vitamina B₆ en reduirà l'activitat. El dèficit també impediria que es dugués a terme la conversió de triptòfan a niacina; un procés on intervé el PLP. Finalment, a través de la descarboxilació d'aminoàcids, s'utilitza també per crear amines fisiològicament actives. Alguns exemples rellevants són els canvis d'histidina a histamina, de triptòfan a serotonina, de glutamat a àcid gamma-aminobutíric (GABA) i de dihidroxifenilalanina a dopamina.

### Gluconeogènesi
La vitamina B₆ té un paper important en la gluconeogènesi. El piridoxal fosfat pot catalitzar reaccions de transaminació essencials per proporcionar els aminoàcids que actuen com a substrat de la gluconeogènesi. A més, el PLP és un coenzim de la glicogen fosforilasa; l'enzim que permet que la reacció de glicogenòlisi es produeixi.

### Metabolisme lipídic
La vitamina B₆ és un component essencial dels enzims que faciliten la biosíntesi d'esfingolípids. En concret és necessària per la síntesi de ceramida. En aquesta reacció la serina és descarboxilada i combinada amb palmitoil-CoA, formant esfinganina. L'esfinganina és combinada amb acil-CoA gras produint dihidroceramida, que al seu torn és insaturada donant lloc a la ceramida.
El PLP és també rellevant pel desglossament dels esfingolípids, ja que és un coenzim de l'S1P liasa; l'enzim que permet descompondre l'esfingosina 1-fosfat.

## Funcions metabòliques
El principal paper de la vitamina B₆ és actuar com a coenzim de molts altres enzims que estan involucrats en el metabolisme humà, sempre actuant en la seva forma activa piridoxal fosfat. La forma activa resulta a partir de les altres formes naturals que podem trobar en el menjar: piridoxal, piridoxina i piridoxamina.
- La vitamina B₆ participa en els següents processos metabòlics:
- Metabolisme d'aminoàcids, glucosa i lípids
- Síntesi de neurotransmissors
- Síntesi d'histamina
- Síntesi i funcionament de l'hemoglobina
- Expressió gènica

### Metabolisme d'aminoàcids
La piridoxina fosfat és present en gairebé totes les reaccions metabòliques d'aminoàcids, des de la seva síntesi fins a la seva descomposició.
1. Transaminació: per tal que les transamineses puguin hidrolitzar els aminoàcids en el procés de transaminació necessiten la piridoxina fosfat. El bon funcionament d'aquests enzims és crucial per tal de poder moure els grups amino d'un aminoàcid a un altre.
2. Transulfuració: la piridoxina fosfat també és un coenzim essencial atès que permet que la cistationina sintatasa i cistationasa puguin complir la seva funció correctament. Aquests enzims s'encarreguen de transformar la metionina en cisteïna.
3. Metabolisme de Seleni-aminoàcids: la selenimetionina és la prinicipal forma del seleni de la nostra dieta. En aquest cas, la piridoxina fosfat actua com a cofactor pels enzims que permeten que el seleni pugui ser utilitzat a partir de la seva forma principal de la dieta. A més a més, la forma activa de la vitamina B₆ també té un paper molt important com a cofactor en el procés d'alliberació de seleni a partir de selenihomocisteïna per tal de produir selenur d'hidrogen, el qual després pot ser utilitzat en l'adhició de seleni en selenoproteïnes.[3]
4. Finalment, la vitamina B₆ també participa i és necessària en la transformació de triptòfan en niacina.[3]

### Síntesi de neurotransmissors
Els enzims que depenen de la piridoxina fosfat tenen un pes molt important en la biosíntesi de quatre neurotransmissors principals: la serotonina, l'epinefrina, la norepinefrina i l'àcid gamma-aminobutíric. La serina racemasa, un enzim que sintetitza el neuromodulador D-serina, també és un enzim que depèn de la piridoxina fosfat.

### Síntesi d'histamina
La piridoxina fosfat també està involucrada en el metabolisme de la histamina.

### Síntesi d'hemoglobina
La piridoxina fosfat participa en la síntesi de l'[hemoglobina] actuant com a coenzim de l'enzim ALA sintatasa; així com unint-se a dos llocs específics de l'hemoglobina per tal d'afavorir la seva unió amb l'oxigen.

### Expressió de gens
En aquest procés, la forma activa de la vitamina B₆ transforma l'homocisteïna a cisteïna i està implicada en fer més o menys efectiva l'expressió d'uns determinats gens. D'aquesta manera, si a la cèl·lula es produeix un augment de vitamina B₆ es transcriuran menys hormones glucorticoides però, per altra banda, es tornarà més efectiva l'expressió del RNAm de l'albúmina. La piridoxina fosfat, mitjançant interaccions específiques amb factors de transcripció, també té cert efecte en l'expressió de gens de glicoproteïnes llb, impedint la formació de plaquetes.

## Referència de consum dietari (RCD)
|           | Grups d'edat                                 | RCD/CA* (mg/dia) | Nivells de consum elevats tolerables (mg/dia) |
| --------- | -------------------------------------------- | ---------------- | --------------------------------------------- |
| Infants   | 0–6 mesos 7–12 mesos                         | 0,1* 0,3*        | ND ND                                         |
| Nens      | 1-3 anys 4-8 anys                            | 0,5 0,6          | 30 40                                         |
| Homes     | 9-13 anys 4-18 anys 19-50 anys 50- >70 anys  | 1,0 1,3 1,7      | 60 80 100                                     |
| Dones     | 9-13 anys 13-18 anys 19-50 anys 50- >70 anys | 1.0 1,2 1,3 1,5  | 60 80 100                                     |
| Gestació  | <18 anys 19-50 anys                          | 1,9 1,9          | 80 100                                        |
| Lactància | <18 anys 19-50 anys                          | 2,0 2,0          | 80 100                                        |

L'Institut de Medicina ha constatat que no s'observa cap efecte advers provinent de la vitamina B₆ del menjar. No obstant això, aquest fet no significa que no poguessin aparèixer efectes adversos després d'una gran ingesta de menjar que contingués vitamina B₆. De totes maneres, atès que la informació sobre els efectes adversos de la vitamina B₆ és bastant limitada, s'ha de mantenir certa precaució, ja que per exemple, la neuropatia sensorial pot ser causada per la ingesta de grans quantitats de formes complementàries de la vitamina.

## Vitamina B₆ en aliments
La vitamina B₆ es troba en molts aliments, tant en la seva forma lliure com combinada amb altres molècules. La podem trobar a la carn, vegetals, plàtans, fruits secs, cereals integrals i llets fermentades o iogurts. Dins d'aquest últim grup, un dels aliments comercials que més destaca en la contribució al correcte funcionament del sistema inmunitari al·legant al contingut en vitamina B₆ és l'Actimel. La quantitat de vitamina que es perd en els processos de cocció, emmagatzematge i processament dels aliments pot arribar a ser d'un 50%. Ara bé, els vegetals, a conseqüència del fet que principalment presenten piridoxina (molt més estable que la piridoxamina o el piridoxal, present en els aliments provinents d'animals), gairebé no perden vitamina B₆ durant el processament. De totes maneres, hi ha diferents mètodes per tal de reduir la quantitat de vitamina B₆ present en alguns aliments. Per exemple, com que la vitamina B₆ es troba en els gèrmens i a la capa d'aleurona dels grans de blat, la seva molta implica la reducció de la quantitat de vitamina en la farina blanca. La congelació o l'enllaunat són altres mètodes utilitzats per tal de reduir la quantitat de vitamina B₆ en els aliments.

## Absorció i excreció
La vitamina B₆ és absorbida al jejú i a l'ili de l'intestí a través de difusió passiva. Atès que la capacitat d'absorció és molt alta, els animals són capaços d'obtenir unes quantitats molt més grans de les que fisiològicament necessitarien. L'absorció de la pridoxina fosfat i la piridoxamina fosfat implica la seva desfosforilació, catalitzada per unes fosfatases alcalines que es troben a les membranes. Els productes d'aquestes reaccions i les vitamines no fosforalitzades són absorbides en el tracte digestiu per difusió, que consisteix a captar la vitamina mentre que els grups fosfats són captats mitjançant la fosforilació (gràcies a la piridoxina-cinasa) a la mucosa del jejú. Finalment, la piridoxina i la piridoxamina que s'hagin absorbit s'oxiden i formen piridoxina fosfat en els teixits.
Els productes del metabolisme de la vitamina B₆ són excretats amb l'orina. El producte principal és l'àcid 4-piridòxic. S'ha estimat que aproximadament un 40-60% de la vitamina B₆ que ingerim és oxidada a àcid 4-piridòxic. Diversos estudis han observat que aquest àcid no és present en l'orina de les persones que presenten una deficiència de vitamina B₆, convertint-se doncs en un marcador clínic que informa sobre la quantitat de vitamina B₆ present en l'individu. Altres productes resultants del metabolisme de la vitamina B₆ a l'orina quan la vitamina es conté en grans quantitats en l'organisme són el piridoxal, la piridoxamina, i la piridoxina i els seus grups fosfats. Una petita quantitat de vitamina B₆ també és eliminada en els excrements.

## Deficiències
La clàssica síndrome clínica de deficiència de B6 inclou una erupció del tipus dermatitis seborreica, glossitis atròfica amb ulceració, quilitis angular, conjuntivitis, intertrigen, i símptomes neurològics de somnolència, confusió, i neuropatia.
Mentre que la deficiència severa de vitamina B₆ dona lloc a alteracions dermatològiques i neurològiques, casos menys extrems resulten en lesions metabòliques, associades a la insuficiència de l'activitat del coenzim piridoxal fosfat. La més prominent de les lesions és causada pel deteriorament de la conversió de triptòfan en niacina. Això pot ser detectat sobre per l'excreció urinària d'àcid ofxanthurenic després d'una càrrega oral de triptòfan. La deficiència de vitamina B₆ també pot ser causada per l'impediment de la transsulfatació de la metionina a cisteïna. Les transaminases dependents de piridoxal fosfat i la glicogen fosforilasa donen a la vitamina el seu paper en la gluconeogènesi, de manera que la privació de la vitamina B₆ produeix intolerància a la glucosa.
Una deficiència de vitamina B₆ per si sola és relativament poc comuna i sovint es produeix en associació amb altres vitamines del complex B. Els ancians i els alcohòlics tenen un major risc de deficiència de vitamina B₆, així com altres deficiències de micronutrients. Els pacients renals sotmesos a diàlisi poden experimentar deficiència de vitamina B₆. Els pacients amb malalties hepàtiques, artritis reumatoide i les persones infectades amb el VIH també semblen presentar un major risc, tot i ingerir la quantitat diària adequada. La disponibilitat de la vitamina B₆ al cos es pot veure afectada per certs medicaments com ara els antiepilèptics o els glucocorticoides. La isoniazida (utilitzada en el tractament de la tuberculosi), la cicloserina, la penicil·lina i la hidrocortisona interfereixen amb el metabolisme de la vitamina B₆. Aquests medicaments poden formar un complex amb la vitamina B₆ que inhibeix a la cinasa piridoxal, o pot desplaçar positivament PLP dels llocs d'unió.

### L'avaluació clínica de la vitamina B₆
L'avaluació bioquímica de l'estat de la vitamina B₆ és essencial, ja que els signes i símptomes clínics de deficiència de vitamina B₆ són molt poc específics. Les tres proves bioquímiques més utilitzades són el coeficient d'activació de l'enzim eritròcit aspartat aminotransferasa, les concentracions al plasma del fosfat de piridoxal (PLP) i l'excreció urinària de productes de la degradació de la vitamina B₆, especialment de l'àcid piridòxic. D'aquests, el plasma PLP és probablement la millor mesura, ja que reflecteix la quantitat d'emmagatzematge en els teixits. Quan el plasma fosfat de piridoxal és menor que 10 nmol/L, és indicatiu de deficiència de vitamina B₆. L'Àcid 4-piridóxico (urinari) és també un indicador de la deficiència de vitamina B₆ i menys de 3,0 mmol/dia és signe de deficiència de vitamina B₆.

## Toxicitat
Els efectes adversos només s'han documentat a partir de suplements de vitamina B₆ i mai de les fonts d'aliments. Aquest article només tracta la seguretat de la forma comuna de vitamina B₆ piridoxina (per a una discussió completa vegeu piridoxina). Estudis toxicològics en animals identifiquen la destrucció específica dels ganglis de l'arrel dorsal, que es dona en els casos de sobredosi de piridoxina en els humans. Encara que la vitamina B₆ és una vitamina soluble en aigua i s'excreta en l'orina, les dosis de piridoxina superiors a la CDR durant llargs períodes poden donar lloc a problemes neurològics dolorosos i, en última instància, irreversibles.
Els principals símptomes són el dolor i entumiment de les extremitats, i greus dificultats en caminar en alguns casos. Neuropatia sensorial normalment es desenvolupa amb dosis de piridoxina superiors a 1.000 mg per dia. No obstant això, hi ha casos d'individus que han desenvolupat neuropaties sensorials amb dosis de menys de 500 mg al dia durant un període d'alguns mesos. En cap cas es van trobar proves de dany dels nervis sensorials amb una ingesta de piridoxina per sota de 200 mg/dia. Aquesta condició sol ser reversible quan el tractament s'atura.
Les autoritzacions actuals i les valoracions varien considerablement a tot el món. El 1993, el Comitè de la Comunitat Científica Europea d'Aliments va definiir la ingesta de 50 mg de vitamina B₆ al dia com a nociva i l'any 2000 va establir el nivell de consum màxim tolerable de 25 mg/dia pels adults.
El Grup d'Experts sobre Vitamines i Minerals de l'Agència de Normes Alimentàries del Regne Unit (Regne Unit EVM, l'any 2003) va obtenir un nivell de seguretat superior (SUL), concretament de 10 mg/dia per a un adult de 60 kg.
El màxim límit tolerable va ser establert per la FDA dels EUA en 100 mg/dia l'any 2000. Els valors de referència de nutrients a Austràlia i Nova Zelanda recomanen un límit superior de 50 mg al dia en adults. La mateixa xifra va ser fixada per a l'embaràs i la lactància, ja que no hi ha evidència de teratogenicitat en aquests moments. El límit es fixa en funció de la grandària metabòlica corporal i de consideracions de creixement per a totes les edats i altres etapes de la vida, excepte la infància. No va ser possible establir un límit per als nens, de manera que el consum es recomana en forma d'aliments, llet o fórmula. "Els límits es van crear utilitzant els resultats d'estudis amb administracions prolongades de piridoxina per via oral en dosis de menys de 1g/dia (Berger i Schaumburg 1984, Bernstein & Lobitz 1988, Dalton 1985, Dalton i Dalton 1987, Del Tredici et el 1985, FNB: IOM 1998, Parry i Bredesen 1985). Un NOAEL de 200 mg/dia va ser identificat a partir dels estudis de Bernstein & Lobitz (1988) i Del Tredici et al (1985). Aquests estudis van incloure individus que havien estat fent el tractament durant 5, 6 o menys mesos. L'estudi de Dalton i Dalton (1987), però, suggereix que els símptomes poden tardar molt més temps a aparèixer. En aquest últim estudi retrospectiu, els individus que van informar de símptomes havien seguit el tractament durant 2,9 anys aproximadament. Aquells que no presentaven símptomes l'havien estat seguint durant 1,9 anys.
Atès que no s'han dut a terme estudis controlats amb placebo que mostrin els beneficis terapèutics de dosis altes de piridoxina, i hi ha documentació significativa sobre els seus efectes tòxics, hi ha poques raons per superar la CDR utilitzant suplements, excepte si es produeix una supervisió mèdica, per exemple, en el tractament de la hiperoxalúria primària.

## Oncologia
El consum de vitamina B₆ s'associa inversament amb el risc de càncer colorectal.

## Funcions de prevenció i usos terapèutics
La vitamina B₆ s'ha utilitzat durant dècades per tractar les nàusees i els vòmits del principi de l'embaràs, habitualment en combinació amb altres medicaments com la metoclopramida o doxilamina. S'ha demostrat que és segura i eficaç, encara que qualsevol cuidadora prenatal de la mare ha d'ajudar a guiar el tractament dels símptomes.
Almenys en un estudi preliminar s'ha demostrat que aquesta vitamina pot augmentar la intensitat dels somnis o la capacitat de recordar-los. Es creu que aquest efecte pot ser causat per la funció que aquesta vitamina exerceix en la conversió de triptòfan a serotonina.
Hi ha una casos anecdòtics en que suggereixen que els suplements de vitamina B₆ poden estar associats o relacionats amb el somni lúcid.
L'entrada de vitamina B₆, des de qualsevol dieta o suplements podria reduir el risc de contraure la malaltia de Parkinson fins a la meitat, segons indica un estudi prospectiu fet a Holanda. “Les anàlisis estratificats mostraren que aquesta associació es limitava a fumadors”, varen escriure els autors.
La piridoxina intervé en la prevenció de malalties cardíaques. Sense suficients quantitats de piridoxina, un compost anomenat homocisteïna s'acumula al cos. L'homocisteïna perjudica els revestiments dels vasos sanguinis; afavorint el desenvolupament de plaques quan el cos intenta curar el dany. La vitamina B₆ prevé aquest desenvolupament, reduint el risc de tenir un atac de cor. La piridoxina baixa la pressió sanguínia arterial i els nivells de colesterol en sang i evita que les plaquetes s'enganxin entre si. Totes aquestes propietats permeten mantenir les malalties cardíaques sota control.
Els suplements nutricionals amb altes dosis de vitamina B₆ i magnesi són una de les opcions més populars escollides en medicina per a l'autisme; però assaigs controlats aleatoris han obtingut resultats divergents, que juntament amb les petites mides de les mostres fan que no es puguin extreure conclusions pel que fa a l'eficàcia del tractament.
Alguns estudis suggereixen que la combinació de vitamina B₆ amb magnesi també pot alleujar els símptomes d'hiperactivitat, agressivitat/hipermotivació i millorar l'atenció escolar en els pacients amb dèficit d'atenció.
La manca de vitamina B₆ pot tenir un paper important en la sensibilitat al glutamat monosòdic (MSG), un potenciador del gust. Aquesta sensibilitat pot causar mals de cap, dolors i formigueigs a les extremitats superiors, nàusees i vòmits. En aquests síndromes, el suplement de piridoxina alleuja els símptomes només quan la persona tenia una deficiència de la vitamina des de l'inici.
Si les persones són lleugerament deficients en vitamina B₆, poden ser més susceptibles al síndrome del túnel carpià. Aquesta síndrome és caracteritzada per dolor i formigueig als canells després de fer moviments repetitius o forçant el canell regularment. S'ha demostrat en almenys dos estudis clínics a petita escala que la vitamina B₆ té un efecte beneficial en la síndrome del túnel carpià, particularment en casos en què no es coneix l'etiologia o trauma excessiu per CTS.
La vitamina B₆ ha sigut publicitada com una cura per al síndrome premenstrual (PMS). Els resultats dels estudis són conflictius pel que fa a l'alleujament dels símptomes, però molts dels estudis confirmen que les dones que prenen suplements de B6 tenen reduccions d'inflor, dolor en els pits i el brot d'acne premenstrual (una sortida de grans una setmana abans que comenci el període). Hi ha una forta evidència que el suplements de piridoxina, a partir de deu dies abans del període menstrual, prevenen la formació de la majoria de grans. Aquest efecte és causat pel paper de la vitamina en la regulació hormonal i de prostaglandines. Les taques de la pell són típicament causades per un desequilibri hormonal, que la vitamina B₆ ajuda a regular.
La depressió mental és una altra condició que pot resultar a conseqüència del baix consum de vitamina B₆. A causa del paper de la piridoxina en la producció de serotonina i altres neurotransmissors, la suplementació sol ajudar que la gent amb depressió se sentí millor, i que el seu humor o estat d'ànim millori significativament. També pot ajudar a millorar la memòria en la gent gran. No obstant això, l'efectivitat com a tractament per al PMS, PMDD i la depressió clínica és força discutible.
També es creu que la ingesta de vitamina B₆ pot alleujar alguns dels símptomes de la ressaca alcohòlica i de les nàusees matinals causades per l'embaràs. Això pot ser causat per l'efecte diürètic lleu de la vitamina B₆. Tot i que no se'n coneix el mecanisme exacte, els resultats mostren que la [piridoxamina] té efectes terapèutics en assaigs clínics per a nefropaties diabètiques.
Larsson et al. ha demostrat que el fet d'ingerir certs nivells de vitamina B₆ i piridoxal fosfat (PLP) està inversament relacionat amb el risc del càncer colorectal. Mentre que en el seu estudi la correlació amb la ingesta de B6 era moderada, va ser molt significativa amb els nivells de PLP, ja que el risc de càncer de còlon es reduïa gairebé a la meitat.
També se sap que la vitamina B₆ augmenta el metabolisme de la medicació del Parkinson, com ara el de la levodopa, i ha de ser usat amb precaució.